# Lacul Galbena IV
Lacul Galbena IV (monument al naturii) este o arie protejată de interes național ce corespunde categoriei a III-a IUCN (rezervație naturală de tip mixt), situată în județul Argeș, pe teritoriul administrativ al comunei Rucăr.

## Descriere
Rezervația naturală declarată arie protejată prin Legea Nr.5 din 6 martie 2000, se află în partea sudică a Munților Făgăraș, în bazinul râului Doamnei, la o altitudine de 2.188 m, și se întinde pe o suprafață de 0,20 hectare.
Aria naturală reprezintă un lac de origine glaciară.